# Салеев, Николай Петрович
Николай Петрович Салеев (1914—1998) — советский хозяйственный, государственный и политический деятель.

## Биография
Родился в 1914 году в селе Озёрки. Член КПСС.
С 1931 года — на хозяйственной, общественной и политической работе. В 1931—1984 гг. — корреспондент в чердаклинской районной «Колхозная стройка», литературный сотрудник, ответственный секретарь, заместитель редактора газеты «Волжская коммуна» в городе Куйбышеве (ныне Самара), корреспондент военной печати, участник Великой Отечественной войны, на журналистской работе в г. Киеве, редактор газеты «Советская Латвия».
Избирался депутатом Верховного Совета Латвийской ССР 5—10-го созывов.
Министр культуры Латвийской ССР.
Умер в Риге в 1988 году.